# Identity (film)
Pour les articles homonymes, voir Identity.
Pour plus de détails, voir Fiche technique et Distribution.
Identity ou Identité au Québec est un film américain réalisé par James Mangold et sorti en 2003.
Plus ou moins une adaptation du roman Dix Petits Nègres d'Agatha Christie, ce film suit dix personnes bloquées dans un motel par une nuit d'orage. Elles vont toutes être victimes, les unes après les autres, d'un mystérieux tueur dont les motivations sont inconnues.
Le film reçoit des critiques de presse mitigées à sa sortie. Il récolte près de 90 millions de dollars au box-office.

## Synopsis
Par une nuit d'orage, dix personnes se retrouvent bloquées dans un vieux motel  isolé du Nevada tenu par son propriétaire, Larry Washington (John Hawkes) :
- Alice York (Leila Kenzle), son fils adolescent Timothy « Timmy » (Bret Loehr (en)), et son second mari George (John C. McGinley). Timmy est mutique depuis que son père à disparu il y a 2 ans ;
- Paris Nevada (Amanda Peet), prostituée de luxe à Las Vegas ayant fait suffisamment d'économies pour pouvoir changer de vie ;
- Caroline Suzanne (Rebecca De Mornay) ;
- Edward « Ed » Dakota (John Cusack), chauffeur de la limousine de Caroline ;
- Lou (William Lee Scott) et Virginia « Ginny » Isiana (Clea DuVall), couple de jeunes qui viennent de se marier à Las Vegas ;
- Samuel Rhodes (Ray Liotta) inspecteur de police escortant Robert Maine (Jake Busey), prisonnier qu'il transfère ;

Larry loue une chambre à chacun d'eux, en commençant par Alice, qui est gravement blessée après avoir été renversée accidentellement par la voiture que Ed conduisait. La pluie ne cesse de tomber, tout le monde essaie de se reposer dans les chambres respectives. Caroline sort de sa chambre et se déplace pour essayer de capter le réseau téléphonique. Elle est agressée. Sa tête est retrouvée par Ed dans la laverie, dans le tambour d'une des machines à laver, avec le porte-clé de la chambre no 10. Supposant qu'il s'agit de l’œuvre de Robert Maine, puisqu'il est le seul criminel présent, ils se précipitent à la chambre de ce dernier et constatent qu'il s'est échappé.
C'est la panique générale. Dans une chambre, Ed révèle que seule la tête de Caroline a été découverte, le reste de sa dépouille est introuvable. Terrorisée, Ginny court se réfugier dans sa chambre. Lou la rattrape, une dispute conjugale s'engage quand Ginny déclare qu'elle n'est pas enceinte, elle s'enferme dans la salle de bain, pleurant et criant à Lou d'arrêter de crier et de tambouriner à la porte. Après un long silence, elle sort de la salle de bain et découvre son époux assassiné de plusieurs coups de couteau, assis dans un coin de la pièce avec la clef de la chambre no 9 dans la main. En état de choc, elle est à son tour poursuivie par le meurtrier encore présent. Elle l'empêche d'entrer dans la salle de bain en verrouillant la porte et s'enfuit par la fenêtre. En redoublant d’efforts, Ed et Rhodes capturent Maine. Ils le ligotent à un pilier et demandent à Larry, armé de sa batte de baseball, de le surveiller. Maine qui a repris conscience, observe que Larry cherche à bloquer la porte d'un congélateur et devine qu'il y a dissimulé quelque chose.
Ed constate que Larry a laissé Maine sans surveillance et l'invective. Maine est retrouvé toujours ligoté, assassiné avec la batte de Larry enfoncée dans sa bouche. Sur la dépouille de Maine la clef de la chambre no 8 est découverte. Rhodes a une crise de colère et s'en prend à Larry, en l'accusant du meurtre. Ed fouille la sacoche de Larry et découvre à l'intérieur le portefeuille Gucci de Caroline. Rhodes, Ed et Larry en viennent aux mains. Au cours de l'altercation, Larry reconnait qu'il a volé le portefeuille de Caroline, mais affirme qu'il n'a tué personne, saisit Paris et menace de l'égorger avec un couteau s'ils ne le laisse pas s'enfuir. 
Paris se débat, pousse Larry en arrière, la bagarre provoque l'ouverture de la porte d'un congélateur d'où le cadavre congelé d'un homme bascule au sol. Larry révèle qu'il a perdu tout son argent aux jeux dans les casinos de Las Vegas, que sur le chemin du retour il s'est arrêté ici, où il a découvert le propriétaire mort, probablement depuis plusieurs jours, qu'il l'a dissimulé ici pour le conserver, supposant que quelqu'un de sa famille allait se manifester, mais ça n'a pas été le cas. Des clients sont venus, il leur a loué des chambres et a ainsi pris la place de gérant du motel. Larry jure à nouveau qu'il n'a tué personne, cède à la panique et tente de s'échapper au volant de sa camionnette. Timmy se trouve sur la trajectoire, Larry fait un écart pour l'éviter et écrase George, qui meurt sur le coup. Les survivants observent que chaque corps est accompagné d'une clef de chambre, dont les numéros en ordre décroissants leur évoque un compte à rebours. Ceci est confirmé par la découverte sur le corps de George de la clef de la chambre no 7.
Craignant pour leur sécurité, les survivants ligotent Larry à une chaise et se regroupent à côté de la chambre où est alitée Alice. Larry raconte des faits invraisemblables, créant le doute chez Ed, Rhodes, Ginny et Paris. Timmy semble très affecté par la mort brutale de son beau-père et l'état de santé inquiétant de sa mère, il va dans la chambre pour être avec elle. Paris affirme qu'elle croit ce que dit Larry, malgré les protestations de Rhodes. N'étant pas dupe face aux nombreuses preuves qui incriminent Larry, il veut l'abattre. La conversation est stoppée par la découverte de la mort d'Alice, apparemment suite à ses blessures. Rhodes trouve la clé de la chambre no 6, au sol au pied du lit. Ed ordonne à Ginny, Paris et à Timmy de fuir avec la voiture des Isiana. Irrité, Rhodes insulte Ed, déclarant qu'il refuse de laisser partir des suspects d'une scène de crime. Ginny et à Timmy montent dans la voiture. Paris reste près d'Ed et tente de les calmer. Ginny démarre la voiture qui explose. Après avoir éteint les flammes avec un extincteur, ils constatent que les corps semblent avoir disparus. Ed est très perplexe, il affirme que Ginny et Timmy ne peuvent pas avoir été pulvérisés par l'explosion et l'incendie, et qu'ils devaient au moins retrouver des fragments carbonisés des corps.  
Regroupés dans une pièce, les survivants réfléchissent et émettent l'hypothèse que ce n'est pas par hasard s'ils se trouvent ici et qu'ils doivent avoir tous un point commun. Ils constatent effarés, que tous les corps ont disparus. En examinant les photocopies des cartes d'identité, ils observent qu'ils sont tous nés un 10 mai. Ed resté seul, constate également que le nom ou le prénom de chacun dérive du nom d'un État des États-Unis. 
Parallèlement une condamnation est révisée pour un criminel nommé Malcolm Rivers (Pruitt Taylor Vince), qui doit être exécuté le lendemain. Son avocat et son médecin traitant, le Dr Malick (Alfred Molina), plaident la folie auprès du juge. Malick explique que, depuis longtemps, Rivers souffre d'un cas extrême de trouble dissociatif de l'identité, donnant vie à 10 personnalités distinctes dans sa tête. Malick « convoque » l'une de ses personnalités, qui s'avère être Ed. Les événements ainsi que les meurtres qui ont eu lieu dans le motel sont le fruit de l'imagination de Rivers. Chaque personnalité du malade est tenue par l'un des dix personnages de l'histoire du motel. Malick explique à Ed que c'est sous l'emprise d'une seule de ses personnalités, représentant sa face sombre, que Rivers a commis six meurtres et risque la peine capitale. Les événements du motel sont le résultat du traitement psychologique de Rivers. Les meurtres perpétrés sont en réalité les tentatives de l'esprit de Rivers de supprimer neuf de ses personnalités pour n'en laisser qu'une et ainsi retrouver un équilibre mental. Malick donne à Ed la mission de faire en sorte que sa personnalité meurtrière, incarnée par l'un des survivants du motel, soit identifiée et éliminée pour soustraire Rivers à la peine de mort. 
Paris cherche une lampe torche dans la voiture de police et découvre dans la boîte à gants deux dossiers de criminels : celui de Maine et un autre au nom de Rhodes. Maine et Rhodes étaient convoyés par un policier dans la voiture. Rhodes a poignardé le policier dans le dos, enfilé ses vêtements et caché son cadavre dans le coffre. Paris ouvre le coffre de la voiture et découvre le cadavre du policier. Rhodes a été contraint de s'arrêter au motel par manque d'essence. Affolée, Paris est agressée et poursuivie par Rhodes. Larry la sauve en assommant Rhodes. Rhodes revenu à lui, abat Larry et pourchasse Paris qui s'enfuit.
Ed a compris que Rhodes est un meurtrier. Il rejoint Paris, lui dit de rester à l'écart et se précipite sur Rhodes, chacun tirant sur l'autre. Ed parvient à abattre Rhodes et succombe à ses blessures dans les bras de Paris en pleurs. Malick affirme que Rhodes était la personnalité criminelle de Rivers et que, puisque Rhodes a été supprimé, Rivers n'est plus dangereux. Le juge décide de faire placer Rivers dans un établissement psychiatrique, où Malick doit s'occuper personnellement de lui. 
Rivers est emmené en compagnie de Malick à l'institution. Paris a quitté le motel en voiture et s'est installée dans sa ville natale, Frostproof, en Floride où elle réalise son rêve de tenir une orangeraie. Sur place elle découvre la clef de la chambre no 1 enfouie sous terre et une silhouette armée d'une griffe de jardinage apparaît à côté d'elle. C'est Timmy, la véritable personnalité tueuse de Rivers, qui a orchestré tous les meurtres au motel : 
- il a volontairement provoqué l'accident de sa mère, Alice, en l'attirant sur la route et plus tard, l'a étouffée sur son lit  ;
- sous la tempête, il s'est caché et a éliminé Caroline Suzanne ;
- il a poignardé Lou, paralysé par la découverte du vrai tueur. Par la suite, il a poursuivi son épouse, Ginny, en vain, pour l'assassiner ;
- il a asphyxié Maine avec la batte de baseball de Larry pour renforcer les conflits dans le groupe de rescapés ;
- il s'est assuré que son beau-père, Georges, soit fauché par la voiture de Larry à sa place ;
- il a pulvérisé Ginny dans l'explosion de la voiture et a simulé sa propre mort pour éviter tout soupçon ;
- il a suscité la haine de Rhodes envers Larry qui l'a mené à l'abattre ;
- il a laissé Ed et Rhodes s'entre-tuer ;

Il termine, ainsi, sa tâche en éliminant froidement Paris à coups de griffe de jardinage. 
Revenu à la réalité, durant son transfert vers l'hôpital, Rivers a perdu toute lucidité après avoir éliminé neuf de ses personnalités. Dominé par l'esprit vengeur de Timmy, sa facette tueuse qui est la dernière personnalité restant dans son esprit, il cède à ses pulsions meurtrières et étrangle Malick avec ses menottes, tandis que le fourgon fait des dérapages et s'arrête au bord de la route.

## Fiche technique
- Titre original et français : Identity
- Titre québécois : Identité[1]
- Réalisation : James Mangold
- Scénario : James Mangold et Michael Cooney
- Musique : Alan Silvestri
- Décors : Mark Friedberg
- Photographie : Phedon Papamichael
- Montage : David Brenner
- Production : Cathy Konrad et Stuart M. Besser (en)
- Sociétés de production : Konrad Pictures et Columbia Pictures
- Sociétés de distribution : Columbia Pictures (États-Unis), Columbia TriStar Films (France)
- Budget : 28 millions de dollars[2]
- Pays de production :  États-Unis
- Langue originale : anglais
- Format : couleur - 35 mm - 2,35:1
- Genre : thriller, policier
- Durée : 87 minutes
- Dates de sortie[1] : 
  - Canada, États-Unis : 25 avril 2003
  - France : 6 septembre 2003 (festival de Deauville)
  - Belgique : 10 septembre 2003
  - France, Suisse romande : 24 septembre 2003

## Distribution
- John Cusack (VF : Arnaud Bedouët) : Edward « Ed » Dakota, chauffeur, ancien officier de la police de Los Angeles
- Rebecca De Mornay (VF : Rafaèle Moutier) : Caroline Suzanne, actrice dont la carrière décline, employeuse d'Ed, égocentrique et capricieuse
- John C. McGinley (VF : Jean-Pol Brissard) : George York
- Leila Kenzle (VF : Danièle Douet)  : Alice York, épouse de George
- Amanda Peet (VF : Odile Cohen) : Paris Nevada, prostituée de luxe à Las Vegas retournant à Frostproof, sa ville natale, pour reprendre une orangeraie
- Clea DuVall (VF : Barbara Delsol) : Virginia « Ginny » Isiana
- William Lee Scott (VF : Rémi Bichet) : Lou Isiana, mari de Ginny
- John Hawkes (VF : Vincent Ropion) : Larry Washington, gérant du motel
- Ray Liotta (VF : Bernard Gabay) : Samuel Rhodes, inspecteur de police
- Jake Busey : Robert Maine, repris de justice un peu attardé
- Alfred Molina (VF : Philippe Faure) : Dr Malick, psychiatre
- Pruitt Taylor Vince (VF : Antoine Tomé) : Malcolm Rivers, criminel condamné à mort atteint de trouble dissociatif de l'identité
- Holmes Osborne : le juge Taylor
- Marshall Bell : le procureur
- Matt Letscher : l'assistant du procureur
- Carmen Argenziano : l'avocat de la défense
- Frederick Coffin : l'inspecteur Varole
- James Mangold : l'ombre du tueur qui pourchasse Ginny (caméo)
- Bret Loehr (en) : Timothy « Timmy » York, fils d'Alice, adolescent mutique

## Production
Le scénario est écrit par Michael Cooney. Son originalité a séduit la productrice Cathy Konrad qui le propose à James Mangold avec lequel elle a fait plusieurs films.
Plusieurs fins du film ont été tournées.

### Tournage
Le tournage a lieu en Californie. Les extérieurs du motel sont filmés au Four Aces Movie Ranch à Palmdale. Certaines des scènes sont tournées à Lancaster, Los Angeles, Valencia. Les décors intérieurs du motel ont été construits intégralement sur le plateau 27 des Sony Pictures Studios à Culver City.

## Musique

### Musiques préexistantes
Sauf indication contraire, les informations mentionnées dans cette section peuvent être confirmées par la base de données cinématographiques IMDb,  présente dans la section « Liens externes ».
- All My Life par Foo Fighters.
- For He's a Jolly Good Fellow.
- I Want You par Bob Dylan.

### Bande originale
Angelo Badalamenti avait composé la musique mais il a finalement été remplacé par Alan Silvestri.

## Accueil

### Accueil critique
Il a reçu un accueil critique plutôt favorable, recueillant 62 % de critiques positives avec une note moyenne de 6,4/10 sur la base de 169 critiques collectées sur le site agrégateur de critiques Rotten Tomatoes. Sur Metacritic, son score est de 64/100 sur la base de 34 critiques collectées.

### Box-office
Le film a connu un certain succès commercial, rapportant environ 90 259 000 $ au box-office mondial, dont 52 159 000 $ en Amérique du Nord, pour un budget de 28 000 000 $. En France, il a réalisé 316 610 entrées.

## Distinctions
Il a été nommé pour le Saturn Award du meilleur film d'action, d'aventures ou thriller et le prix Bram Stoker du meilleur scénario.

## Analyse